# Heilbad Heiligenstadt

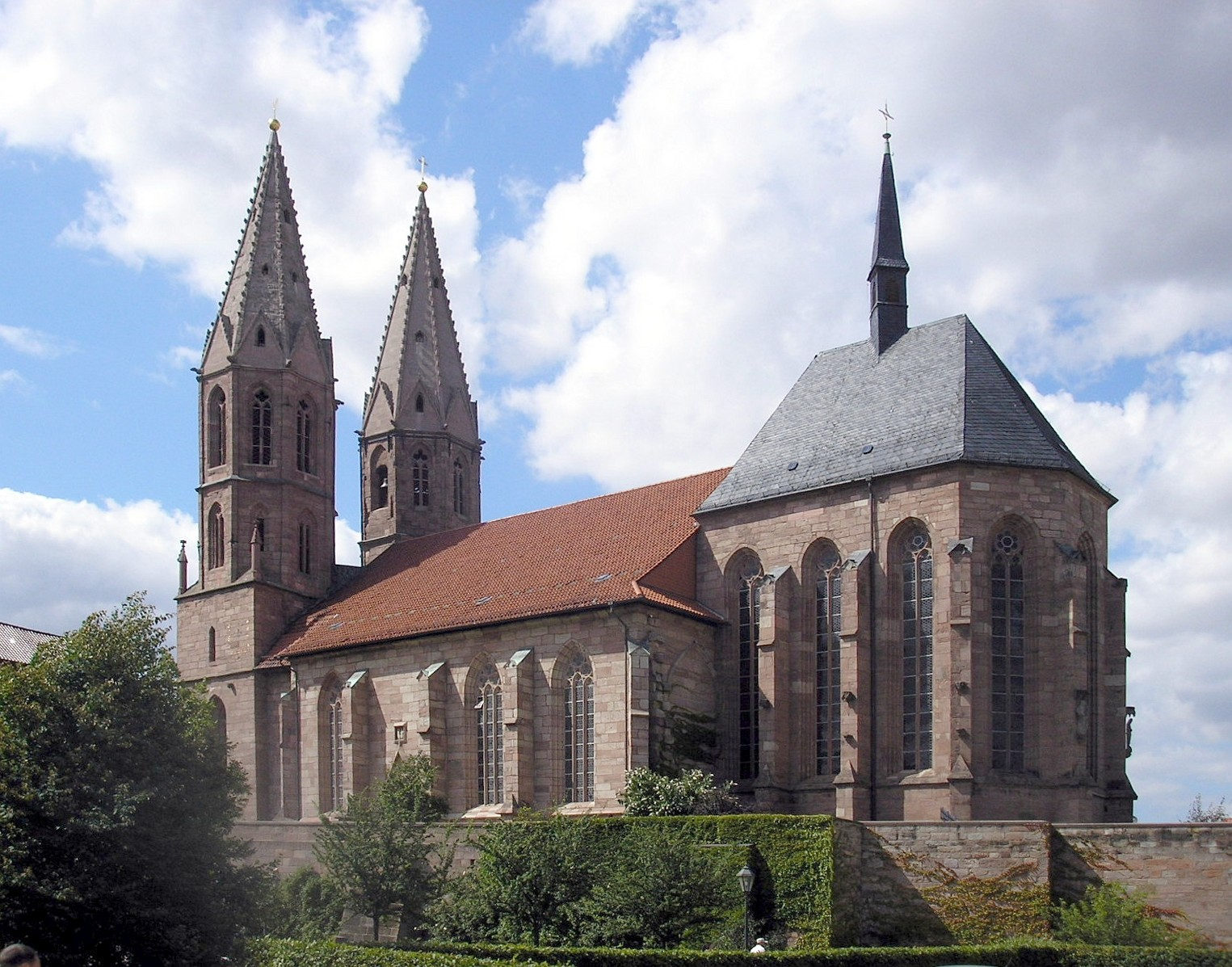

Heilbad Heiligenstadt är en mindre stad i det tyska förbundslandet Thüringen och är belägen ca 20 km sydost om Göttingen i Niedersachsen. Staden betecknar sig som den geografiska mittpunkten för förbundsrepubliken Tyskland. Här finns ett erkänt Heilbad med goda möjligheter till hälsobad i saltvatten.